# Дарк (окръг, Охайо)
Окръг Дарк (на английски: Darke County) е окръг в щата Охайо, Съединени американски щати. Площта му е 1554 km², а населението - 53 309 души (2000). Административен център е град Грийнвил.